# 小児病棟・命の季節
『小児病棟・命の季節』（しょうにびょうとう・いのちのきせつ）は、テレビ朝日系列で1996年7月4日から9月12日に放送された日本のテレビドラマ。

## キャスト
- 水木義汎: 三浦友和
- 松永妙: 室井滋
- 野辺春美: 中谷美紀
- 高岡里志: 山口達也（当時TOKIO）
- 坂部栗男: 日野陽仁
- 八巻勝: 志村東吾
- 水木千秋: 浅田美代子
- 木津則人: 渡辺いっけい
- 岩尾道彦: 橋爪功
- 患者(子役)-青柳翔、三觜要介、類家大地、片岡明日香ほか

## 主題歌
- 「素顔で笑っていたい」DEEN

## スタッフ
- 脚本: 井沢満、輿水泰弘、瀧川晃代
- 演出: 斎藤郁宏、阿部雄一、萩原孝昭
- プロデュース: 五十嵐文郎、久野昌宏、高橋勝
- アシスタントプロデューサー: 松村憲三、次屋尚
- 技術協力: ビデオスタッフ
- 照明協力: ティ・エル・シー
- 編集・MA: 東通ビデオセンター
- スタジオ: 東京メディアシティ
- 協力: 杏林大学医学部付属病院
- 制作: テレビ朝日、CUC

## サブタイトル
| 各話           | 放送日       | サブタイトル     | 視聴率 |
| -------------- | ------------ | ---------------- | ------ |
| 第1話          | 1996年7月4日 | 奇跡のメス       | 7.8%   |
| 第2話          | 7月11日      | ガン告知         | 8.3%   |
| 第3話          | 7月18日      | 緊急手術         | 7.6%   |
| 第4話          | 7月25日      | 噂のセクハラ医師 | 6.9%   |
| 第5話          | 8月1日       | 老人と孫         | 9.8%   |
| 第6話          | 8月8日       | 中学生の母と父!  | 7.6%   |
| 第7話          | 8月15日      | 十五歳の乳房     | 9.9%   |
| 第8話          | 8月22日      | 海を抱きしめて…  | 9.1%   |
| 第9話          | 8月29日      | 嫁と姑           | 9.1%   |
| 第10話         | 9月5日       | 少女の腕         | 5.9%   |
| 第11話         | 9月12日      | 父と子           | 9.9%   |
| 平均視聴率8.4% |              |                  |        |

| テレビ朝日系 木曜21時台・木曜ドラマ | テレビ朝日系 木曜21時台・木曜ドラマ | テレビ朝日系 木曜21時台・木曜ドラマ |
| 前番組                              | 番組名                              | 次番組                              |
| ----------------------------------- | ----------------------------------- | ----------------------------------- |
| 炎の消防隊                          | 小児病棟・命の季節                  | 外科医柊又三郎（第2シリーズ)        |